# 상회공주
상회공주(殤懷公主, 생몰년 미상)는 고려의 공주이며, 덕종(德宗)과 경목현비(敬穆賢妃) 딸이다.

## 가족 관계
- 부왕 : 덕종(德宗, 1016 ~ 1034)
- 모후 : 경목현비(敬穆賢妃, 생몰년 미상)
  - 공주 : 상회공주(殤懷公主)